# Sosibio
Sosibio (griego: Σωσίβιoς) fue el primer ministro de Ptolomeo Filopátor (221-203 a. C.), rey de Egipto. Nada se sabe de su origen o parentesco, aunque pudo haber sido hijo de Sosibio de Tarento; tampoco tenemos ninguna cuenta de los medios por los que subió al poder, pero lo encontramos inmediatamente después del acceso al trono de Ptolomeo (221 a. C.) ejerciendo la máxima influencia sobre el joven rey, y prácticamente la jefatura de todos los asuntos. Pronto se mostró, como lo califica Polibio, como un inteligente y hábil instrumento de la autocracia: fue por su administración, sino por su instigación, que Ptolomeo diera muerte a su tío Lisímaco, su hermano Magas y su madre Berenice, sucesivamente. No mucho después, Cleómenes, cuya influencia sobre las tropas mercenarias inquietaba a Sosibio, compartió la misma suerte.
Mientras que el joven rey se entregaba a sí mismo al lujo y el libertinaje, la administración del reino fue abandonada en manos de Sosibio, que permitió que tanto las finanzas como las defensas militares cayeran en un estado de mayor deterioro, para que cuando Antíoco el Grande declarara la guerra a Ptolomeo e invadiera Celesiria, pasara algún tiempo antes de que el monarca egipcio y sus ministros pudieran reunir un ejército para oponérsele. Sosibio, sin embargo, mostró su destreza retrasando el avance de Antíoco por medio de la negociación hasta que hubiese tiempo de organizar una fuerza de mercenarios: y cuando, en 218 a. C., Ptolomeo se dirigió al campo, Sosibio lo acompañó y estuvo presente en la decisiva batalla de Rafia. Tras el cierre de la campaña encontró una ocupación más agradable en la negociación de los términos del tratado de paz, que Ptolomeo le ordenó que organizase con Antíoco.
Durante el resto del reinado de Ptolomeo, Sosibio parece que conservó su poder sin oposición, a pesar de compartirlo en cierta medida con el infame Agatocles, pero tenemos poca información respecto a los últimos años de su gobierno. Se nos dice, sin embargo, que fue una vez más el ministro de Ptolomeo responsable de la muerte de su esposa y hermana Arsínoe, como lo había sido en asesinatos anteriores. A pesar de la gran habilidad de Sosibio en todas las artes e intrigas de un cortesano, no era rival para su colega Agatocles, pues tras la muerte de Ptolomeo Filopátor (203 a. C.), los dos ministros asumieron conjuntamente la tutela del joven rey, Ptolomeo Epífanes (203-181 a. C.), Sosibio fue pronto excluido y asesinado por su insidioso rival. Los detalles de estos eventos, sin embargo, se han perdido para nosotros.